# Deramas nelvis
Deramas nelvis is een vlinder uit de familie van de Lycaenidae. De wetenschappelijke naam van de soort is voor het eerst geldig gepubliceerd in 1964 door Eliot.